# Зачароване коло (фільм)
«Зачароване коло» (англ. Guilty by Association, досл. «Винний за компанію») — американська стрічка про двох друзів-партнерів по наркобізнесу, руйнація стосунків між якими призвела до безлічі жертв.

## Сюжет
Ді Мо отримує пропозицію роботи у сфері наркобізнесу, на яку він погоджується. Туди він приводить свого найкращого друга Драму. Вони швидко заробляють купу грошей. Ді Мо відкриває перукарню для чоловіків і заводить стосунки зі своєю колишньою знайомою Ніккі. Драма витрачає всі гроші на повій. Згодом між друзями з'являється напруга, яка призводить до війни різних угрупувань. Лейтенант поліції Реддінг починає керувати операцією, щоб покласти край конфліктам, які стали безконтрольними.

## У ролях
| Актор            | Роль              |
| ---------------- | ----------------- |
| Джефф Едвард     | Драма             |
| Дімон Мур        | Ді Мо             |
| Морган Фрімен    | лейтенант Ріддінг |
| Джеймі Паттон    | Ніккі             |
| Брюс Вілсон      | Кенні             |
| Кованько Наталія | Зоя               |

## Знімальна група
- Кінорежисери — По Джонс, Говард Гібсон
- Сценарист — Говард Гібсон
- Кінопродюсер — Джорджетта Гайден
- Кінооператори — Говард Гібсон, Шон Моррісон
- Композитор — Нік Рівера
- Художник-постановник — Тім Вілсон[2].

## Сприйняття
Фільм отримав негативні відгуки. На сайті Rotten Tomatoes оцінка стрічки становить 18 % від глядачів із середньою оцінкою 2,6/5 (1 348 голосів). Фільму зарахований «розсипаний попкорн» від глядачів, Internet Movie Database — 2,5/10 (801 голос).